# Carlos Souto Vidal
Carlos Souto Vidal (Oviedo, 4 de noviembre de 1976) es un exjugador de rugby español. Comenzó a jugar en el Pilier Rugby Club de Grado, tras esto pasó a jugar en el Oviedo Rugby Club, equipo en el que militaba cuando debutó con la selección española de rugby. Su posición era de tercera línea (dorsal 6, 7 u 8), aunque normalmente jugaba de flanker.
Su hermano gemelo Sergio Souto Vidal fue también jugador internacional y jugó en el mismo equipo que Carlos.

## Biografía
Tras formarse, junto con su hermano en las categorías inferiores del Oviedo, equipo con el que disputó muchos partidos antes de recalar en el Moraleja Alcobendas Rugby Union (M.A.R.U.), equipo con el que jugó la European Challenge Cup antes de su llegada a Valladolid (tras el fracaso de profesionalización en dicho club de Alcobendas). Ha jugado muchas temporadas desde entonces en El Salvador siendo habitualmente uno de los flankers titulares.
Destaca que su carrera ha estado siempre unida a la de su hermano, con el que ha compartido equipos e internacionalidades con la selección española.
El 1 de junio de 2024 se hizo cargo como entrenador, junto a Irma Fernández Suárez, del Ciudad de Oviedo Rugby, división femenina del Real Oviedo Rugby.

### Equipos
| Temporada(s) | Club                      | Nac.              |
| ------------ | ------------------------- | ----------------- |
| 1991-1993    | Pilier Rugby Club         | Bandera de España |
| 1993-2001    | Oviedo Rugby Club         | Bandera de España |
| 2001-2003    | Moraleja Alcobendas R.U.  | Bandera de España |
| 2003-2012    | Club de Rugby El Salvador | Bandera de España |
| 2012-2013    | Oviedo Rugby Club         | Bandera de España |

### Selección nacional
Su debut internacional con la selección nacional de rugby de España fue el 14 de abril de 1996 contra selección nacional de rugby de Rusia en Madrid.
Tanto él como su hermano son habituales en las concentraciones de la selección nacional para los partidos de la European Nations Cup, competición en la que en la actualidad (2008) España se encuentra encuadrada en la División 1 (también conocida como Seis Naciones "B")

## Palmarés

### Club
- 5 ligas, de las cuales 4 con el Club de Rugby El Salvador (2004, 2007, 2008 y 2010) y 1 con el M.A.R.U. (2002).

- 4 copas del Rey con el Club de Rugby El Salvador (2005, 2006, 2007 y 2011).

- 4 Supercopas con el Club de Rugby El Salvador (2005, 2006, 2007 y 2008).

### Selección nacional
(Hasta el 27/03/2010)
- 50 selecciones con la selección nacional de rugby de España.
- Convocatorias por año:  2 en 1998, 6 en 1999, 3 en 2000, 7 en 2001, 10 en 2002, 6 en 2003, 1 en 2004, 1 en 2006 y 1 en 2007.
- Participó en la Copa Mundial de Rugby de 1999 (3 partidos como titular).